# Extrême droite en Europe depuis 1945
Pour des articles plus généraux, voir Extrême droite et Liste des partis et mouvements d'extrême droite.
L'extrême droite en Europe, d'abord laminée par la défaite des régimes fascistes et nazis à l'issue de la Seconde Guerre mondiale, se reconstitue, et une partie de cette mouvance s'intègre dans le nouveau jeu démocratique. L'anticommunisme, très présent dans le discours de l'extrême droite pendant la guerre froide, est supplanté dès les années 1990 par l'opposition à l'immigration, thème fédérateur des mouvements d'extrême droite, par-delà leur hétérogénéité. Les années 2010 et le début des années 2020 sont marquées par une forte progression de l'extrême droite lors des élections dans de nombreux pays européens, exception faite de Malte et de l'Irlande. Le discours de l'extrême droite est reproduit au-delà de son cercle par des formations politiques qui cherchent à accaparer son électorat, contribuant ainsi à la normalisation de ses thématiques. Une partie de la droite se radicalise et vient grossir les rangs de l'extrême droite.
En 2022, pour la première fois dans l'histoire de l'Union européenne, un de ses pays fondateurs, l'Italie, est dirigé par l'extrême droite. Auparavant, la Hongrie et la Pologne (membres non fondateurs de l'UE) avaient eu également des chefs de gouvernement d'extrême droite. Depuis les années 1990, des coalitions gouvernementales avaient inclus des élus d'extrême droite, notamment en Italie et en Autriche.
Au Parlement européen les partis d'extrême droite sont inscrits principalement au sein de deux groupes, Conservateurs et réformistes européens d'une part, Identité et démocratie d'autre part, l'attitude à adopter face à l'invasion de l'Ukraine par la Russie constituant une pomme de discorde entre ces deux groupes parlementaires.

## Points communs entre les extrêmes droites
L'extrême droite est considérée comme un « concept mou », assez difficile à définir, cependant, les spécialistes indiquent des constantes qui réunissent les mouvements d'extrême droite. Le politologue néerlandais Cas Mudde dans The Extreme Right Party Family. An ideological approach (1998) distingue les invariants suivants : le nationalisme (dans sa version étatique ou dans sa version ethnique), l'exclusivisme (un ethnocentrisme très affirmé, ou un ethnodifférentialisme, le racisme, la xénophobie), des tendances antidémocratiques (avec un accent mis sur le culte du leader charismatique), le populisme, l'exaltation de la loi et de l'ordre, la défense des valeurs traditionnelles (famille, religion) et un programme économique qui combine intervention de l'Etat dans certains secteurs-clés, libéralisme et corporatisme. Ses traits rassemblent notamment le Front national en France, le FPÖ en Autriche (Parti de la liberté d'Autriche), le Vlaams Blok devenu Vlaams Belang en Belgique, la Ligue du Nord devenue la Ligue en Italie.
En 2014 Michael Löwy relève les points communs suivants entre les mouvements néonazis déclarés et les partis intégrés dans le jeu institutionnel,  par-delà ce qui les sépare : le nationalisme, le racisme, l'islamophobie, le rejet des Roms aussi bien que des immigrés non-européens. Il ajoute que souvent l’antisémitisme, l’homophobie, la misogynie, l’autoritarisme, le refus de l'Union européenne et l’anticommunisme, constituent d'autres traits qui rapprochent les différentes extrêmes droites. Les partis d'extrême droite  ne s'accordent pas en revanche sur les questions économiques, comme l'attitude face au néolibéralisme ; et sur la question de la laïcité.
En 2021 Anne Quinchon-Caudal discerne pour sa part les invariants suivants : le refus du principe d'égalité entre les êtres humains ; une vision essentialiste des cultures nationales (censées conserver des caractères stables à travers les siècles) ; l'idée d'une différence fondamentale entre le groupe auquel on appartient et les autres (entre « eux » et « nous »), que la différence soit nationale, religieuse, économique ou politique ; l'idée d'une menace contre le groupe auquel on appartient, menace qui nécessiterait l'instauration d'un régime autoritaire.

## Sous-groupes au sein de l'extrême droite
Plusieurs classements des extrêmes droites européennes en familles ont été proposés. Le politologue suisse Hans-Georg Betz (en) distingue d'une part le national-populisme autoritaire, dans lequel s'inscrit le Front national en France et d'autre part le populisme de type néo-libéral, ou libertarien, représenté notamment par l'extrême droite scandinave.
Un autre classement distingue d'une part les « anciens » partis, héritiers directs des régimes fascistes, comme en Italie le Mouvement social italien – Droite nationale, ou MSI-DN), le National Front (NF) britannique , le Nationaldemokratische Partei Deutschlands (NPD) en Allemagne  et, d'autre part, des partis intégrés dans le fonctionnement de la démocratie parlementaire. Le critère du refus ou de l'acceptation du jeu démocratique est contesté par Michael Löwy qui allègue des précédents historiques célèbres propres à en relativiser l'importance : « Rappelons, écrit-il, que Adolf Hitler est arrivé à la chancellerie par un vote légal du Reichstag, et que le maréchal Pétain a été élu chef de l’État par le Parlement français ». De plus, la question de savoir à quel point un parti d'extrême droite est l'héritier des années 1930 est sujette à débat ; ainsi le Front national français n'aurait pas de filiation avec le fascisme historique selon Jean-Yves Camus, tandis qu'il en aurait bien une pour Michael Löwy, dans la mesure où ses premiers dirigeants ont entretenu des relations étroites avec la collaboration pro-nazie durant la Seconde guerre mondiale. Ont une « matrice » fasciste ou néonazie, selon ce spécialiste, l’« Aube dorée » en Grèce, le Jobbik en Hongrie, le Svoboda et le Secteur droit en Ukraine, etc., et, quoique de manière moins flagrante, le Front national français, le FPÖ autrichien, le Vlaams Belang belge, ce qui les distingue des partis d'extrême droite dépourvus d'origines fascistes en Hollande, en Suisse, en Angleterre, au Danemark.

## Histoire

### Néo-fascisme et droite radicale, 1945-fin des années 1970
Dans les années qui suivent immédiatement la Seconde Guerre mondiale, les extrêmes droites laminées par la défaite militaire des régimes nazi et mussolinien sont ultra-minoritaires. Les mouvements qui se constituent malgré tout mettent l'accent sur l'opposition au marxisme, sur le rejet de l'ordre issu des accords de Yalta - ordre où dominent les Etats-Unis et l'URSS - et, dans une période de décolonisation, sur la « défense de l’homme blanc », l'Europe étant perçue comme menacée par une invasion des anciens colonisés (un « nouveau Poitiers »).
Cette période peut se décomposer en une première vague de 1945 à 1955 où l'extrême droite est surtout néofasciste, fortement marquée par les régimes totalitaires des années 1930 dont elle revendique l'héritage ; et une deuxième vague de 1955 à la fin des années 1970, où l'extrême droite, appelée parfois « droite radicale », tente de jouer le jeu de la démocratie parlementaire;
À partir des années 1970 les partis d'extrême droite forment des listes communes lors des élections européennes.

### National-populisme: début des années 1980-années 2010
L'extrême droite de la période qui commence dans les années 1980 est dite « national-populiste ». La chute des régimes communistes en Europe et la crise du capitalisme industriel s'accompagnent de l'essor de plusieurs mouvements d'extrême droite. Plusieurs élus d'extrême droite exercent des fonctions politiques élevées, pour la première fois en 1989 en Autriche, où le chef du parti FPÖ, fondé par d'anciens SS, est élu gouverneur régional d'un Land, élection qui connaît un grand retentissement dans un continent où la mémoire de la période nazie demeure vive ; puis en 1994 en Italie, avec les élus du Mouvement social italien (MSI)/Alleanza Nazionale (Alliance Nationale) qui participent à un gouvernement dirigé par Silvio Berlusconi.
Alors que pendant la guerre froide l'extrême droite mobilisait fortement le thème de l'anticommunisme, dès les années 1980-1990 elle se focalise sur l'immigration, le combat contre l'islam. Son discours appelle à un renforcement de l'Etat, il célèbre la nation, l'identité chrétienne et blanche, les valeurs traditionnelles (la famille, la religion), il critique l'Union européenne, l'économie mondialisée ; par ailleurs il perpétue l'antisémitisme et  l'antitsiganisme des années 1930.
Pendant les années 2000 , la Ligue du Nord en Italie, le FPÖ autrichien, le Front national en France, le Vlaams Blok – Belang flamand, le Parti du progrès norvégien, le Parti de la liberté néerlandais obtiennent des scores électoraux de plus en plus importants. Lors de l'élection présidentielle française de 2002, Jean-Marie Le Pen se trouve au second tour face au candidat de droite Jacques Chirac.
En 2014 le politologue Michael Löwy souligne d'une part le caractère inédit des progrès électoraux de l'extrême droite en Europe, d'autre part et surtout, la diffusion des thèmes privilégiés de l'extrême droite au-delà des rangs de ses partisans : « C’est un phénomène sans précédent depuis les années 1930. Dans plusieurs pays, cette mouvance obtenait entre 10 et 20 % ; aujourd’hui, dans trois pays (France, Angleterre, Danemark), elle atteint déjà entre 25 - 30 % des voix. En fait, son influence est plus vaste que son électorat : ses idées contaminent la droite « classique » et même une partie de la gauche social-libérale. Le cas français est le plus grave, la percée du Front national dépasse toutes les prévisions ».
Pour expliquer la montée de l'extrême droite, la crise économique qui frappe l'Europe en 2008 est fréquemment alléguée. Michel Löwy remarque cependant que dans deux pays parmi les moins affectés par la crise économique, l'Autriche et la Suisse, l'extrême droite obtient souvent plus de 20% des voix, et que dans deux pays en difficulté économique, l'Espagne et le Portugal  l’extrême droite a été contenue. Ainsi des causes historiques auraient leur importance, autant que les causes économiques : la place de l'antisémitisme ; la culture coloniale européenne, au-delà même des anciennes métropoles d'empires coloniaux, la popularité maintenue depuis 1945 des milieux qui ont collaboré avec le IIIe Reich.

### National-populisme: années 2020

#### Idéologie
En 2024 des spécialistes s'accordent à considérer que l'idéologie xénophobe ou « nativiste » qui dévalorise les personnes considérées comme « non-natives », c'est-à-dire étrangères d'un point de vue ethnoculturel, ou arrivées trop récemment sur le territoire, cette idéologie constitue véritablement le socle de l'extrême droite européenne. Un autre trait de définition serait l'autoritarisme, un attachement fort à l'ordre dans le domaine du gouvernement.
En revanche il y a pas d'accord entre les partis d'extrême droite sur les thèmes économiques, les partis de Hongrie et de Pologne étant par exemple plus enclins au libéralisme que le Rassemblement national en France. Il n'y a pas de consensus non plus concernant les mœurs, l'approche étant plus ou moins conservatrice ou laxiste selon les mouvances au sein de l'extrême droite.

#### Types de partis
De nombreuses formations de droite se sont « extrême droitisées » au cours des dernières années ; elles ont adopté les thématiques de leurs concurrents à l'extrême  droite dans l'espoir de séduire l'électorat de ces partis rivaux avec lesquels elles ont fini par se confondre. Il en va ainsi par exemple du parti Nouvelle Slovénie (créé en 2000) depuis 2015. Ce type d'évolution diffère de celui de partis « originellement » d'extrême droite et qui cherchent au contraire à lisser leur discours pour s'intégrer dans le jeu démocratique. Selon  la chercheuse en sciences politiques Nonna Mayer "il faut distinguer un parti qui est issu de la droite parlementaire et qui se radicalise, d'un parti issu, au départ, d'une longue tradition d'extrême droite comme le Front national et qui essaie de le faire oublier".

#### Présence dans les Parlements nationaux
En 2023, les partis d'extrême droite sont représentés dans les Parlements nationaux dans la très grande majorité des pays européens ; seuls deux Etats européens font exception : Malte et l'Irlande.
Toujours en 2023, dans 9 pays européens les partis d'extrême droite obtiennent des scores supérieurs à 20%.

#### Gouvernements dirigés par l’extrême droite
En 2024 deux pays ont des chefs de gouvernement d'extrême droite : l'Italie et la Hongrie. En Italie, Giorgia Meloni du parti post-fasciste Frères d'Italie (Fratelli d’Italia), ayant gagné les élections générales en septembre 2022, devient présidente du Conseil. Elle forme une coalition avec la Ligue (ex-Ligue du Nord), autre parti d’extrême droite dirigé par Matteo Salvini, et avec Forza Italia, parti conservateur dirigé par Silvio Berlusconi jusqu’en 2023 (date de son décès). C'est la première fois qu'un pays fondateur de l'Union européenne est dirigé par l'extrême droite. En Hongrie, Viktor Orbán, fondateur et dirigeant du parti Fidesz, est Premier ministre depuis 2010 ; il est désigné en avril 2022 pour un quatrième mandat. 
La Pologne a été gouvernée par l'extrême droite pendant 8 ans, entre 2015 et 2023. Le parti d'extrême droite Droit et justice (PiS) a finalement perdu les élections parlementaires en octobre 2023 et laissé la place au gouvernement centriste de Donald Tusk. EN revanche le président de la République polonaise Andrzej Duda, désigné en 2015, vient de Droit et justice  (PiS). 

#### Présence dans des coalitions gouvernementales
L’extrême droite compte des élus membres du gouvernement en Finlande et en Slovaquie.
En octobre 2023 en Slovaquie le Parti national slovaque (SNS, d'extrême droite) participe à la coalition dirigée par Robert Fico, chef du Smer-SD, parti populiste historiquement situé au centre gauche. Les trois eurodéputés slovaques membres du Smer-SD ont alors vu leur appartenance au groupe Socialistes et Démocrates (S&D) au Parlement européen rééexaminée ; le groupe Socialistes et Démocrates (S&D) les a suspendus en octobre 2023.
En juin 2023 en Finlande, le Parti des Finlandais, arrivé deuxième lors des élections législatives d'avril (20,1 %), entre dans une coalition formée par Petteri Orpo, issu du Parti de la coalition nationale (centre droit). Le Parti des Finlandais, qui défend une vision identitaire de la société finlandaise, est dirigé par Riikka Purra, devenue vice-Première ministre et ministre des Finances. 
En 2021 en Italie l’extrême droite faisait partie de l'exécutif (avant d'en prendre la tête). La Ligue (ex-Ligue du Nord) de Matteo Salvini était en effet, membre de la coalition formée par Mario Draghi (indépendant). Auparavant en 2018 à 2019 la Ligue de Matteo Salvini était entrée dans la coalition menée par Giuseppe Conte, alors proche du Mouvement 5 étoiles (M5S, populiste, inclassable).

#### Soutien sans participation
En Suède, le parti des Démocrates de Suède (SD), créé par des nationalistes parmi lesquels des néonazis, dirigé par Jimmie Åkesson, et arrivé en deuxième position aux élections législatives de septembre 2023, apporte son soutien au gouvernement sans en être membre. Au Parlement il vote en faveur des lois soumises par le gouvernement, dirigé par Ulf Kristersson (Les Modérés, libéral conservateur), dont il consolide ainsi le pouvoir. La non-participation de SD au gouvernement est liée au fait que certains membres de la coalition gouvernementale s'opposent à sa présence au sein de l'exécutif suédois.

#### Groupes au Parlement européen
Les partis d’extrême droite sont divisés en deux groupes principaux au Parlement européen. Les Italiens de Fratelli d’Italia, les Polonais du PiS, les membres du Parti des Finlandais, les  Espagnols de Vox appartiennent au groupe Conservateurs et réformistes européens (CRE, 68 députés en mai 2024),. Les Français du Rassemblement national, les Allemands de Alternative für Deutschland, les Italiens de la Ligue, les Néerlandais du Parti pour la liberté appartiennent au groupe Identité et démocratie (ID, 58 députés en mai 2024),. Le parti hongrois Fidesz de Viktor Orbán a été exclu en mars 2021 du groupe du Parti populaire européen (PPE) auquel il appartenait initialement et compte depuis cette date parmi les partis non-inscrits.
Les divergences entre les deux groupes CRE et ID concernent surtout la politique étrangère ; l'Ukraine constitue ainsi une pierre d'achoppement, le CRE étant favorable à l'Ukraine, tandis que ID est partisan de négociations avec la Russie de Vladimir Poutine. Pour le reste, ces groupes sont soudés par la même hostilité aux immigrés, à l'intégration dans l'Union européenne, à l'écologie politique. ; le CRE et l'ID ont ainsi voté au Parlement contre les mesures de réduction de 55%  des émissions de gaz à effet de serre d'ici à 2030, appelées Fit for 55.

#### Causes de la montée de l'extrême-droite
L'abstention aux élections favorise grandement l'extrême droite européenne. Le discrédit qui frappe une partie de la classe politique traditionnelle pousse des électeurs à essayer de nouvelles formations politiques ; ce phénomène profite à l'extrême droite. Au début des années 2020 la crise financière, la crise sanitaire, la crise migratoire ont profité à l'extrême droite.